# Atenea Pártenos

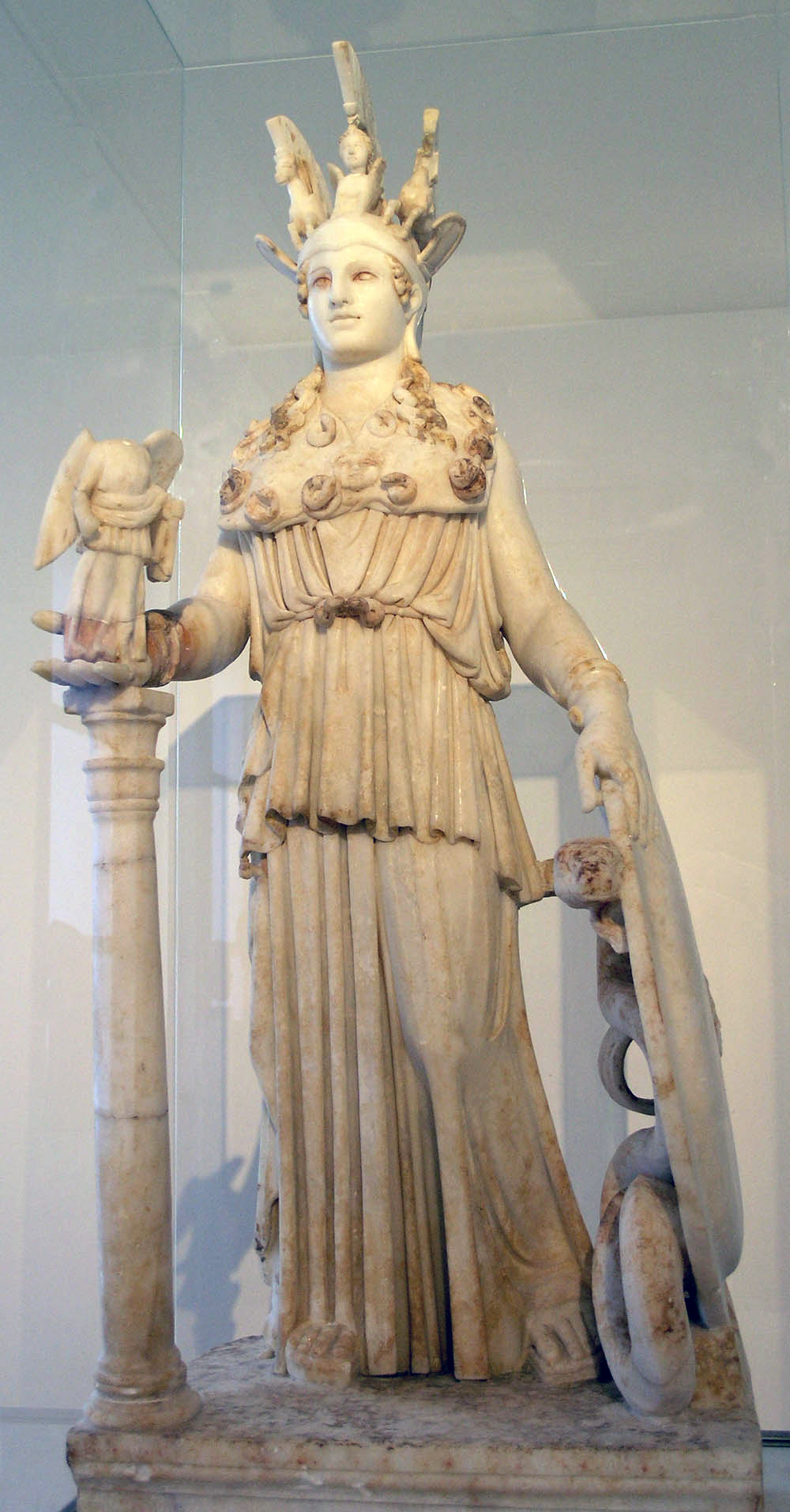
Escultura votiva hallada cerca de la escuela Varvakeion, refleja el tipo de la restaurada Atenea Parthenos: periodo romano, (Museo Arqueológico Nacional de Atenas).

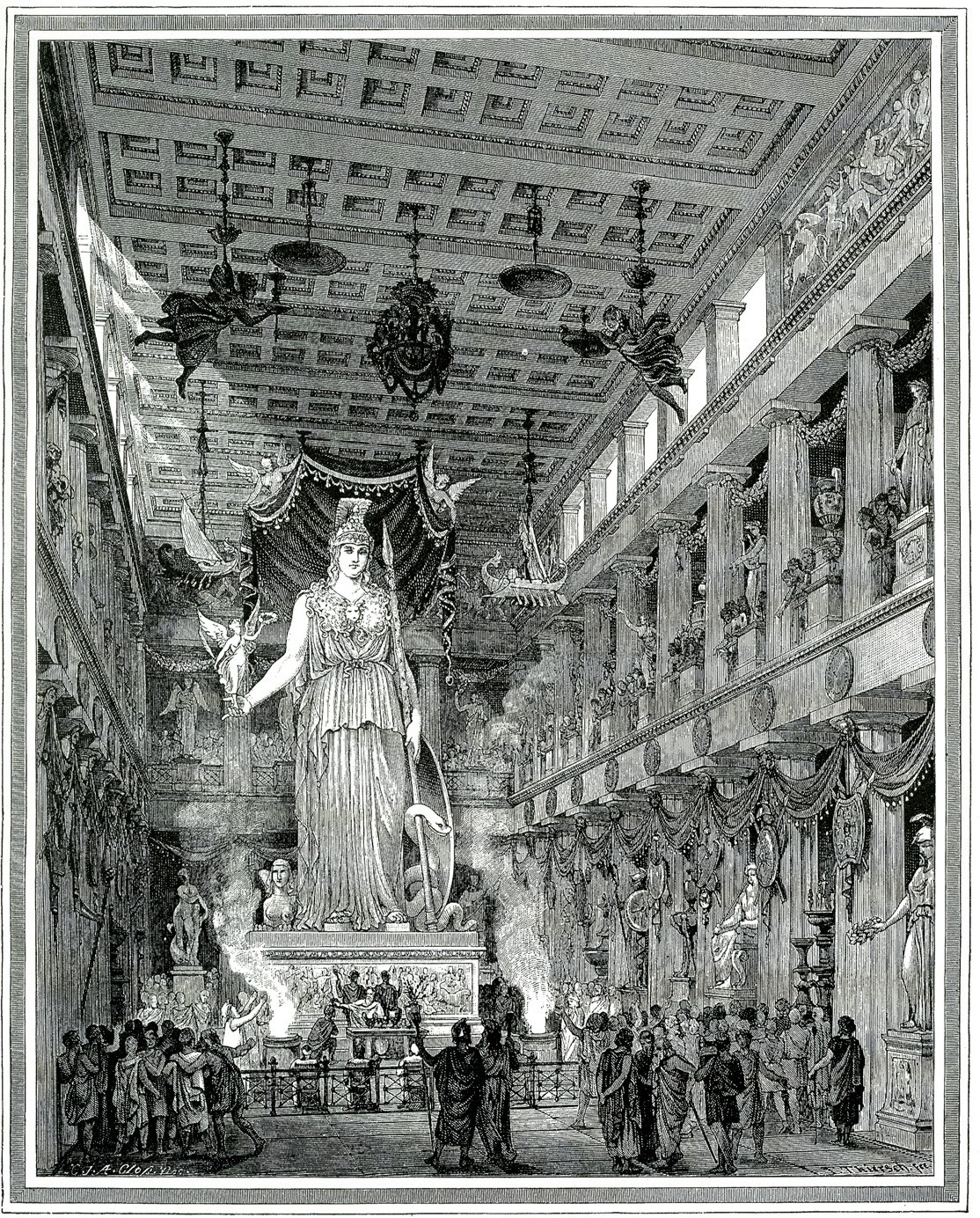
Representación artística de Jacob von Falke del interior del Partenón.

Atenea Pártenos (en griego antiguo: Παρθένος Ἀθηνᾶ;  en griego: Αθηνά Παρθένος “Atenea la Virgen”) era el nombre de una imponente escultura crisoelefantina (de marfil y oro) de la diosa griega Atenea realizada por Fidias. Era  una ofrenda de la ciudad de Atenas a su diosa tutelar. Una sala del Partenón, en la Acrópolis de Atenas, fue diseñada exclusivamente para albergarla.
Numerosos artistas y artesanos trabajaron en el modelo, probablemente de ciprés, y después en las placas de oro y marfil. De aproximadamente 11,50 metros de altura, la estatua utilizaba antiguos cánones estéticos (peplo o tocado) y proponía innovaciones (posición de las piernas). Llevaba casco y sostenía un gran escudo redondo y una lanza, que yacían en el suelo a su izquierda, junto a su serpiente sagrada. La ropa, las joyas, los accesorios e incluso la base de la estatua estaban decorados, principalmente con el motivo de la serpiente y la Gorgona. El escudo llevaba una gigantomaquia en el interior y la decoración más conocida y reproducida, una amazonomaquia, en el exterior.
La estatua desapareció en algún momento del primer milenio. 
Un cierto número de otras esculturas se inspiraron en la original. La obra tuvo un gran impacto entre sus contemporáneos, hasta el punto de que dio origen a una tradición de estatuas crisoelefantinas, en la cual encontramos comprometido de nuevo a Fidias, con la estatua de Zeus en Olimpia, y a otros escultores, en los santuarios de los siglos V y IV a. C. 

## Partenón y estatua de Atenea

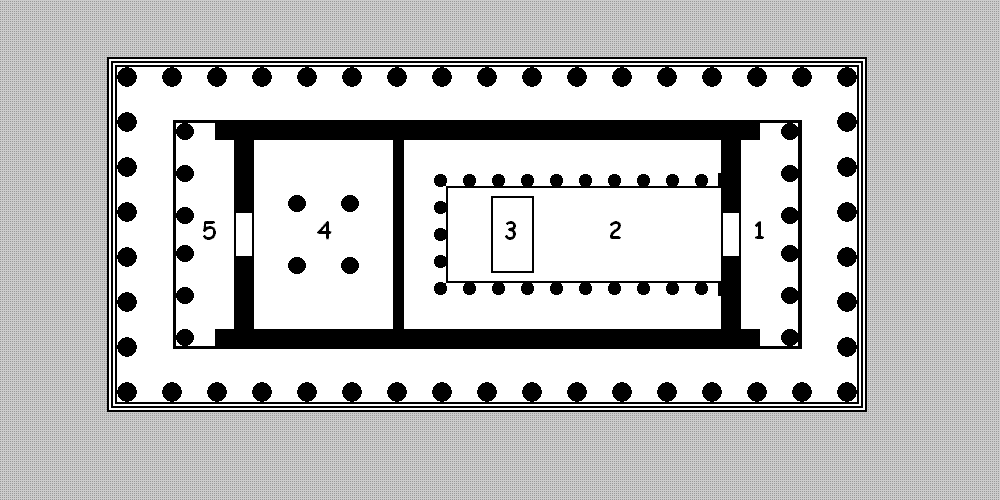
Plano del Partenón:
1) Pronaos (lado este)
2) Naos hecatompedos neos (lado este)
3) Estatua crisoelefanitinae de Atenea Pártenos
4) Partenón (sala de las vírgenes, tesoro) (lado oeste)
5) Opistodomos (lado oeste)

En 480 a. C., los persas saquearon la Acrópolis de Atenas incluyendo un Prepartenón entonces en construcción. Tras sus victorias en Salamina y en Platea, los atenienses juraron no completar los templos destruidos, sino dejarlos como estaban, como recuerdo de la "barbarie" persa. A partir de entonces, el poder de Atenas fue creciendo paulatinamente, principalmente en el seno de la Liga de Delos, que controlaba de forma cada vez más hegemónica. De hecho, en el año 454 a. C., el tesoro de la liga se trasladó de Delos a Atenas. Se puso en marcha entonces un vasto programa de edificios que celebraban la gloria de la polis (ciudad), financiado por este tesoro; entre ellos se encontraba el Partenón. Este nuevo edificio no pretendía ser un templo, sino un tesoro diseñado para albergar la colosal estatua criselefantina de Atenea Pártenos. Incluso es probable que el proyecto de la estatua precediera al del edificio. Esta estatua era una ofrenda de la ciudad a la diosa, pero no una estatua de culto: no había sacerdote ni sacerdotisa de Atenea Pártenos.
El Partenón fue construido entre 447 y 438 a. C.. El maestro de obras fue Fidias y los arquitectos del edificio fueron Ictino y Calícrates. El edificio era octóstilo (ocho columnas en la fachada y diecisiete en los laterales del peristilo) y medía 30,88 m de ancho por 69,50 m de largo. El sekos (parte cerrada rodeada por el peristilo) estaba dividido en dos salas. La más pequeña al oeste, el "Partenón" propiamente dicho (la "Sala de las Vírgenes"), albergaba el tesoro de la Liga de Delos y las ofrendas. Al este, el hecatompedos neos  albergaba la estatua de Atenea Pártenos. La sala medía 29,90 m de largo, o unos cien pies atenienses, por 19 m  de ancho, con una altura de techo de 12,50 m.
Las principales fuentes antiguas sobre la obra son Pausanias —quien realizó la siguiente descripción de la estatua:
«...La estatua en sí está hecha de marfil y oro. En el centro de su casco hay una figura parecida a la Esfinge... y a cada lado del yelmo hay grifos en relieve. ... La estatua de Atenea es de pie, con una túnica hasta los pies, y sobre su pecho la cabeza de Medusa está tallada en marfil. Sostiene una Victoria de aproximadamente cuatro codos y en la otra mano una lanza; a sus pies yace un escudo y cerca de la lanza hay una serpiente.  Esta serpiente podría ser Erictonio. Sobre el pedestal está el nacimiento de Pandora en relieve»y Plinio el Viejo También es Pausanias quien está en el origen del nombre que actualmente conocemos con el adjetivo “Pártenos”. Las fuentes anteriores se referían más bien a "la estatua", "la estatua de Atenea", "la estatua dorada de Atenea" o "la estatua de marfil de Atenea" o incluso simplemente "la Atenea", señal de que era lo suficientemente famosa como para apenas necesita elaboración. Sin embargo, "Pártenos" fue una de las epíclesis  de la diosa desde el final del siglo VI a. C. al menos.

## Realización

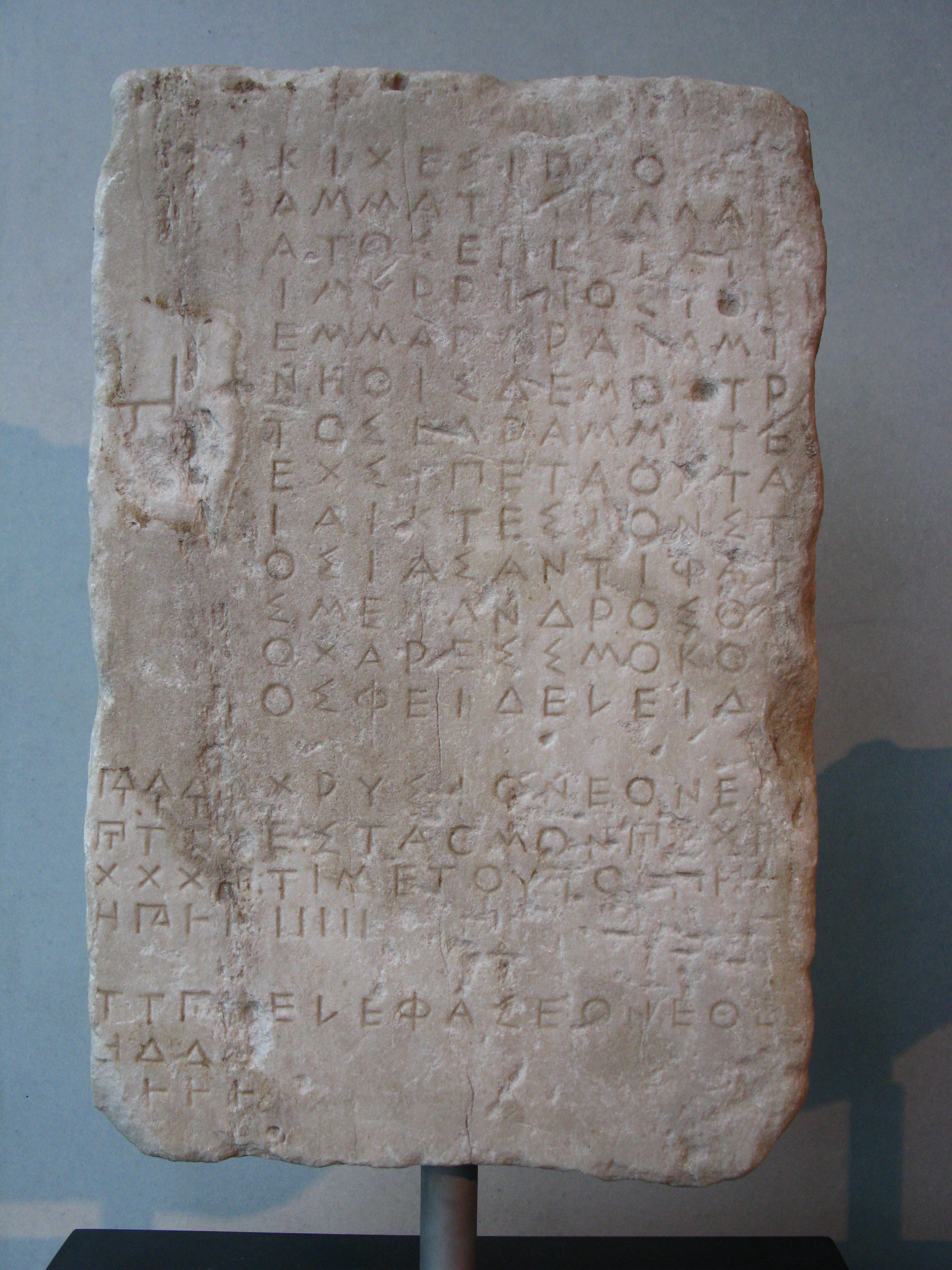
Fragmento de las cuentas relativos a la creación de la estatua de Atenea Partenos. Museo de la Acrópolis de Atenas.

Según Pausanias y Plutarco, la estatua no fue obra solo de Fidias, sino de un equipo de artesanos representantes de varios oficios, siendo el propio Fidias quien supervisó todos los trabajos de decoración del Partenón.  Se desconoce el emplazamiento del taller donde se fabricó la estatua. Podría haber estado en la acrópolis, en el extremo oriental, bajo lo que entonces es el antiguo museo de la Acrópolis de Atenas. Sin embargo, dado el coste de los materiales preciosos (oro y marfil), también pudo instalarse en otro lugar, al pie de la roca sagrada, lejos de las idas y venidas de la obra principal y de su polvo.
Es muy probable que la estatua se fabricara en "piezas separadas", tal vez montadas primero en el taller, desmontadas después, trasladadas al Partenón tras su finalización e instaladas en su lugar definitivo. Los relatos que se conservan cifran el coste de la obra en 704 talentos, el equivalente a 200 trirremes (la base del poder naval de la ciudad). Sin embargo, la estatua se consideraba una reserva financiera definitiva, ya que el oro que la decoraba podía fundirse en caso de necesidad.. Según varios autores antiguos Según Lapatin, el peso del oro utilizado estaría entre 40 y 50 talentos, es decir, entre 1 y 1,3 toneladas de oro. A modo de comparación, el tributo anual pagado por los aliados de la Liga de Delos era de 28 talentos. En otras palabras, para la ciudad de Atenas, este oro habría representado más de un año de salario para 10 000  trabajadores cualificados, más de un año de salario para 10 000 hoplitas o 10 000 remeros de la marina de guerra. La cantidad y el coste del marfil son más difíciles de determinar. Se necesitaba marfil para el rostro, los brazos y los pies de la estatua, así como para la cabeza de la Gorgona sobre el pecho de la diosa. Es menos seguro que se utilizara marfil para las escamas de serpiente. Una inscripción del 440-439 a. C. registra la compra de una cantidad desconocida de marfil de elefante por la suma de 24 talentos y 743 dracmas de plata. Sin embargo, es difícil saber si este era todo el material necesario.
La estatua estaba montada sobre un armazón de madera imputrescible, probablemente ciprés. Un decreto ateniense agradecía a los habitantes de Eteokarpacianos el suministro de madera de ciprés de gran tamaño. Esta madera procedía de un bosque dedicado a Apolo y, por tanto, solo podía utilizarse con fines religiosos. En el suelo del Partenón aún puede verse el hueco de (75,5 cm por 54 cm y 37 cm de profundidad) donde se plantó la viga central. Alrededor de este "mástil", todo un armazón de la misma madera de ciprés daba forma a la estatua. La ciudad disponía de la técnica y los artesanos para realizar este trabajo, con sus numerosos carpinteros de ribera. En este marco se fijaban, probablemente clavadas, placas de oro. No es posible saber si habían sido fundidas (y los moldes conservados, tal vez en caso de reparación) o martilladas (técnica del sphyrelaton).  Trabajar el marfil era mucho más difícil, aunque la estatua de Atenea Pártenos no fue la primera estatua griega que utilizó este material importado. Opiano de Anazarba aporta valiosa información sobre las técnicas empleadas. Las superficies necesarias (cara, brazos y pies) eran mucho mayores que los colmillos de elefante. Sin embargo, los colmillos de elefante están hechos de finas capas de marfil que pueden "desenrollarse como un rollo de papiro". El siguiente problema era dar forma a estas largas hojas. Este era el trabajo de especialistas capaces de ablandar Las placas de marfil así creadas tenían la flexibilidad de las placas de cera utilizadas para moldear estatuas de bronce, una técnica que Fidias dominaba a la perfección..Mientras que las placas de oro probablemente se clavaban directamente en el marco, el marfil, más frágil, se fijaba seguramente con más delicadeza con clavijas o se pegaba con cola de pescado Es casi seguro que las juntas entre las placas de marfil quedaban enmascaradas por las sombras proyectadas y por las joyas (brazaletes y collares). Después había que pulir el marfil, la mayoría de las veces con pieles de  tiburones ángel (un tipo de tiburón). Por último, se pintaba el marfil: se "maquillaba" a la diosa con rojo en las mejillas, los labios y las uñas. También es muy improbable que el oro se dejara tal cual: debió de incrustarse con piedras preciosas y semipreciosas que reflejaban aún más la luz.
La estatua debió de quedar terminada en el año 438 a. C., cuando fue consagrada e instalada en el Partenón. El oro y el marfil no utilizados se pusieron entonces a la venta.

## Descripción

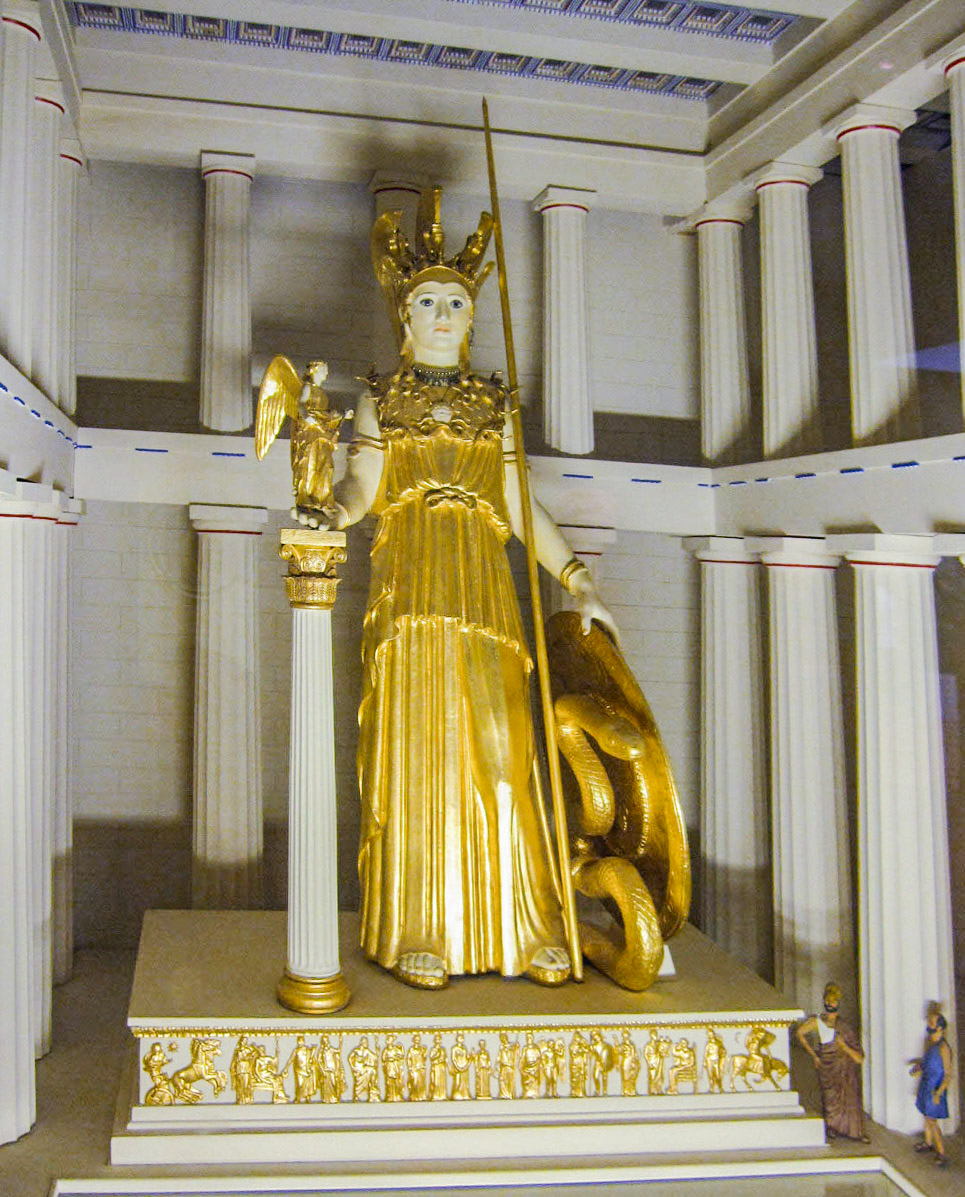
Estatua a tamaño reducido (Museo Real de Ontario). Réplica sugerida por Neda Liepen.

La estatua se instaló en la sala principal del Partenón, al este. Detrás de ella y a los lados, columnas dóricas sostenían el techo, dándole el aspecto de un baldaquino. Frente a ella, una gran pila llena de agua desempeñaba varias funciones: servía para mantener un grado suficiente de humedad en la sala (para preservar el marfil) y también estaba destinada a proporcionar un reflejo de la estatua al tiempo que reflejaba la luz que la iluminaba desde el exterior. Se ha sugerido que pudo haber ventanas (probablemente de 3 m de alto y 2,5 m de ancho) a ambos lados de la puerta (9, 75 m y 4,19 m de ancho) por las que habría entrado la luz del día.
Según Plinio el Viejo, la estatua medía 26 codos (aproximadamente 11,50 m de altura), probablemente incluyendo su base. Por tanto, estaba a menos de metro y medio del techo.. Llenaba la sala con su presencia. Al parecer, la idea de Fidias era representar a la diosa en su "verdadero" aspecto, con toda su majestuosidad, belleza y magnificencia, e incluso con su tamaño real, ya que se consideraba que los dioses eran proporcionalmente mucho más grandes que los humanos.
Solo se conserva el pedestal de la estatua. Se trata de un paralelepípedo de pôros que mide 8,065 m por 4,10 m y 1,30 a 1,50 m de altura. En la parte frontal de esta base, una placa esculpida representaba el nacimiento de Pandora en presencia de veinte dioses. Se trata del único elemento del conjunto que no fue copiado y reproducido posteriormente, por lo que se desconocen sus detalles. Ni siquiera es posible saber si era de mármol o de bronce dorado. La presencia de este tema (nacimiento de la primera mujer, más femme fatale) es bastante difícil de conciliar con la representación de la diosa virgen de la sabiduría. Quizá fuera un símbolo de los dos aspectos de la feminidad, o incluso del creciente papel de la mujer en el siglo V a. C. en Atenas.Se han propuesto otras interpretaciones. Helios y Selene enmarcan la escena; por tanto, es posible ver en ella una forma de calendario. Pandora puede leerse también como una advertencia de que, con los dioses, nada podía darse por sentado. Así, la Atenas triunfante de Pericles dominaba las técnicas modernas, como los primeros hombres habían dominado el fuego. Habían desequilibrado así el orden antiguo y habían sido castigados (con una mujer hecha por Hefesto, dios del fuego y de las técnicas). Atenas, por tanto, debía evitar caer en la hibris. Desde un punto de vista más optimista, el mito de Pandora podría ser un recordatorio de que, incluso en el fondo de las dificultades, siempre puede renacer la esperanza.. Por último, lejos de la Pandora descrita por Hesíodo y citada por Pausanias para evocar el decorado de la base, existe una Pandora ateniense. Era una de las hijas de Erecteo, uno de los Jacíntides que se sacrificaron para salvar la ciudad. Se dice que tuvo un nacimiento milagroso, del tipo autóctono, y que estuvo vinculada a la diosa Atenea, principalmente a través del tejido. En este mito ateniense, Pandora era presentada como una "kurotrofa" (portadora de niños y, por tanto, nutridora) y portadora de cosas buenas. A partir de entonces, Joan Breton Connelly  sugiere leer la escena como la apoteosis de la Pandora ateniense, más que como el nacimiento de la Pandora "hesiódica".
Atenea llevaba un peplo entreabierto por el lado derecho, como era norma en las representaciones femeninas de la primera mitad del siglo V a. C. Sin embargo, su postura era nueva (en el canon que Policleto desarrollaría más tarde para sus estatuas de atletas): la pierna izquierda estaba ligeramente doblada, la rodilla adelantada, el talón sin apoyar en el suelo. Esta postura parece haber sido elegida más por razones técnicas de equilibrio y volumen de la parte inferior del modelo que por motivos estéticos. El torso, en cambio, no parece haberse visto afectado por el desequilibrio de la parte inferior del cuerpo; habría sido recto y frontal.
Sobre el peplo llevaba la égida (pectoral) bordeada de serpientes con el Gorgoneion de marfil en el centro, a la altura del plexo solar. El rostro de la diosa también era de marfil, probablemente sin expresión real, como era norma estética en la época. Sin embargo, sus labios podían estar entreabiertos, simbolizando el aliento de vida. Piedras preciosas daban a sus ojos el color azul persa correspondiente a uno de los epítetos de Atenea. Largos mechones de pelo escapaban de su casco y le llegaban hasta la égida. Era una reinterpretación del peinado de las kores, las arcaicas estatuas de mujeres jóvenes abundantemente dedicadas a la diosa en la acrópolis de Atenas. El casco era del tipo ático, con las paragnátides (piezas que protegen las mejillas) levantadas y decoradas con grifos. La parte superior del casco tenía tres crestas una esfinge en el centro, rodeada a ambos lados por un caballo alado. La visera estaba decorada con prótomos. El borde de sus sandalias (de tipo "etrusco"), de unos 20 cm de altura, estaba decorado con una centauromaquia pintada o esculpida, las fuentes no permiten decidirlo. Su cinturón estaba formado por dos serpientes anudadas. Atenea también llevaba joyas: un colgante en cada oreja, brazaletes en forma de serpiente en cada muñeca y bíceps y un collar.
Su mano izquierda sostenía su escudo y su lanza. A sus pies, en el lado izquierdo, estaba su serpiente sagrada. En su mano derecha, tal vez apoyada en una columna como soporte, sostenía una estatua de Nike, de 2 m de altura. Este símbolo de la victoria sostenía a su vez una corona de laurel dorado, que se disponía a colocar sobre la cabeza de la diosa. La columna está presente en las copias donde es necesaria para el equilibrio de la terracota o el mármol, pero su existencia en la estatua original sigue siendo discutida. Por tanto, la presencia de una columna podría explicar por qué la serpiente sagrada de Atenea estaba colocada a su izquierda (donde ocultaba parcialmente la decoración del escudo), en lugar de a su derecha, su posición habitual. Si esta columna estaba presente, también podría haber sido el primer ejemplo de un capitel corintio, desarrollado posteriormente por los dos arquitectos en su Templo de Apolo en Basas.
El escudo, con un diámetro de 4,8 a 5 m, estaba decorado en el exterior con una amazonomaquia. Era el elemento decorativo más visible y por tanto el más descrito y el más copiado. En el centro había nuevamente un gorgoneon que debió parecerse a la Medusa Rondanini ya que está fuertemente inspirado en ella. Estaba rodeado por una treintena de combatientes. Teseo comandaba las tropas griegas, por lo tanto, los atenienses. Frente a ellas, las amazonas estaban montando un ataque a la Acrópolis como lo indica el paisaje abrupto. Según Plutarco, Fidias se habría representado entre los atenienses, en el centro arriba, como un viejo calvo preparándose para arrojar la piedra sostenida con ambas manos sobre su cabeza. También habría incluido a Pericles, justo a su lado, a la derecha, armado con una lanza. Este gesto, por el que fue criticado, es sin embargo la prueba de que esta decoración esculpida en relieve fue efectivamente obra del propio Fidias. El interior del escudo, menos visible, estaba pintado con una gigantomaquia. Las tres batallas representadas en la estatua (centauromaquia, gigantomaquia y amazonomaquia) también se encontraron en la decoración esculpida del Partenón. Las metopas del sur están decoradas con una centauromaquia, las del este con una gigantomaquia y las del oeste con una amazonomaquia.
La serpiente (en griego antiguo: δράκων), probablemente representaba los poderes ctónicos que habrían estado presentes en la Acrópolis desde los primeros tiempos, o incluso al propio Erictonio, a quien la diosa había alzado sobre su roca sagrada. De hecho, los monstruos (esfinges, grifos, caballos alados, serpientes y gorgonas) que adornan la estatua de la divinidad simbolizan estas fuerzas primitivas que ella ha domesticado.
Los temas elegidos para decorar esta estatua, al igual que los que adornaban todo el edificio, formaban parte de un programa iconográfico y político que celebraba la ciudad a través de su diosa tutelar. Atenas, en el apogeo de su gloria en tiempos de Pericles, evocaba la victoria de (su) civilización sobre el caos, el desorden, la hybris y la barbarie en general, más allá de la conmemoración de su victoria en las guerras médicas. Las virtudes y la piedad de la ciudad se reflejaban en las ofrendas a su diosa. Su poderío comercial y naval se reflejaba en los materiales que utilizaba: oro y marfil, que eran muy caros y venían de muy lejos.
|                                                 |
| MedusaRondanini, Gliptoteca de Múnich, n.° 252. |

| |
| Vaciado en escayola del "Escudo de Strangford" (copia romana del exterior del escudo de Atenea Pártenos), Museo Pushkin. |

| |
| Réplica a tamaño natural (cemento y acero dorado) del escudo para la réplica a tamaño natural de la estatua en la réplica del Partenón de Nashville. |

## Historia
El marfil, un material frágil sujeto a deshidratación, se mantenía utilizando agua aceitada que se dejaba en una pila a los pies de la estatua. La capa de aceite dejaba una película protectora que impedía la evaporación y daba brillo al marfil. Se rociaba con agua el pavimento del templo para combatir el aire, demasiado seco para conservar la estatua, que era esencialmente de madera.
El lujo de la estatua contrastaba con su interior, que, como todas las estatuas criselefantinas, estaba lleno de «palancas, cuñas, clavos que atravesaban la máquina, estacas, brea, arcilla y otras cosas tan chocantes a la vista, por no hablar de un número infinito de moscas y musarañas», según describe Luciano de Samósata en El sueño El gallo, 24.
Según las fuentes, en 438 a. C.  (nada más consagrarse la estatua) o en 432 a. C. (justo antes del estallido de la guerra del Peloponeso), Fidias fue acusado de malversar parte de los metales preciosos utilizados para hacer la estatua de Atenea Pártenos, lo que en sí mismo era también un sacrilegio, ya que el oro pertenecía a la diosa. Arrestado, se fugó, lo que fue interpretado como una confesión. Huyó a Olimpia, donde realizó la estatua criselefantina de Zeus en Olimpia y murió. Los historiadores creen que Fidias fue un medio para que los oponentes políticos de Pericles atacaran al arconte. Más tarde, entre 300 y 295 a. C, el tirano Lacares habría hecho retirar las planchas de oro para pagar a sus tropas. Sin embargo, la veracidad de este gesto es difícil de establecer. Si Lacares se había llevado el oro de forma permanente, estaba cometiendo un sacrilegio. Si lo que había hecho era un simple "préstamo" a Atenea, la norma era devolverlo con intereses, lo que resulta difícil si la única forma de obtener fondos era robar a la diosa.
El Partenón fue arrasado por el fuego en una fecha incierta durante la Antigüedad tardía, causando graves daños. El tejado se derrumbó. Las columnas dóricas del naos fueron sustituidas por columnas de estoas helenísticas del ágora romana. La estatua fue dañada pero restaurada. Se cree que fue transportada a Constantinopla con la estatua crisoelefantina de Zeus de Olimpia, donde aún pudo haber estado en el siglo X.. Otra hipótesis se basa en la presencia de restos de una segunda base. La estatua de Atenea Pártenos podría haber sido entonces sustituida, aunque no se dispone de más detalles. Hasta el Edicto de Tesalónica de Teodosio en 380, el Partenón conservó su función religiosa "pagana". A partir de entonces, parece que fue abandonado durante períodos más o menos largos. En algún momento entre los siglos VI y VII, el edificio fue transformado en iglesia. Las fuentes no mencionan la estatua en esta época. Por lo tanto, no es posible saber si fue destruida o transportada a Constantinopla.

## Copias antiguas y réplicas

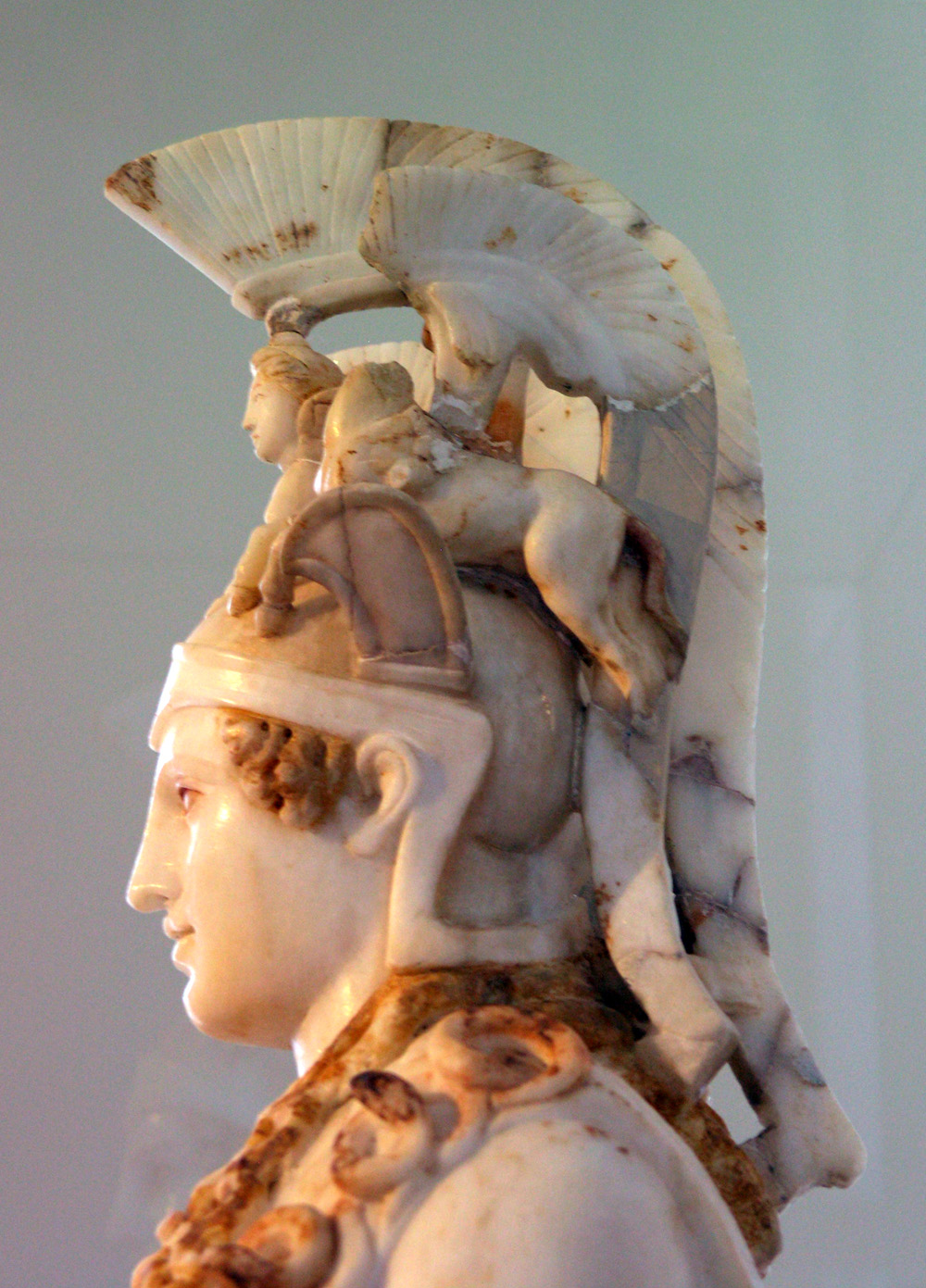
Atenea Varvakeion. Estatua de mármol pentélico (primera mitad del) encontrada en Atenas cerca de la escuela secundaria Varvakeion en 1880. Es la mejor conservada de las copias conocidas. Con 1,045 m de altura, es aproximadamente doce veces más pequeño que la obra original.

Se conocen al menos sesenta y nueve copias a escala reducida de la estatua. Desde muy pronto, su influencia se dejó sentir, a veces muy lejos. Medallones de oro de una tumba de Kul-Oba (Crimea), conservados en el Museo del Hermitage, reproducen la cabeza de la estatua. Durante la época romana, se fabricaron pequeñas copias en serie, a veces simplificando la decoración. La Atenea Varvakeion es uno de los ejemplos más famosos. A veces, solo se reproducía la decoración, principalmente en la parte exterior del escudo, al parecer en forma de placas decorativas para la exportación.
Entre las copias antiguas más famosas se encuentran la Athéna Lenormant y, por lo tanto, la Athéna Varvakeion conservada en el Museo Arqueológico Nacional de Atenas, la Minerve au collier del Musée du Louvre o una copia romana firmada Antíoco conservada en el Palazzo Altemps (Museo Nacional Romano). Una restitución fue realizada por el escultor Pierre-Charles Simart, entre 1846 y 1855 para el duque de Luynes. Se expone en su Palacio de Dampierre.
En 1990, el escultor estadounidense Alan LeQuire realizó una réplica a tamaño natural para el Partenón de Nashville. Sobre un armazón de acero y aluminio, una mezcla de yeso y fibra de vidrio se cubrió con 8 kg de pan de oro. En su momento, fue la mayor escultura occidental.
| |
| Copia romana (siglo I, restauración en el siglo XVII), firmada Antíoco. Museo Nacional Romano (Palazzo Altemps), Inv. 8622. |

| |
| Atenea Lenormant, copia en mármol pentélico (probablemente del I). En la base se reproduce el nacimiento de Pandora. (Museo Arqueológico Nacional de Atenas 128) |

| |
| Entalle grabado de Aspasio (siglo I). Perfil de Atenea Pártenos. Museo Nacional Romano (Inv. 108684) |

|                                                                                             |
| Minerve au collier, copia romana en mármol de Paros (siglo I o II). Museo del Louvre (Ma91) |

|                                                                                |
| La Minerve de Simart, 1855. Le Magasin pittoresque, vol. 24 (1856). 24 (1856). |

|                            |
| Copia del Museo del Prado. |